# المسجد الكبير الروضة
المسجد الكبير أر-روضه (بالإندونيسية: Masjid Agung Ar Raudhah) هو أكبر مسجد في مقاطعة بولاونغ بيساو، كليمنتان الوسطى، إندونيسيا. يقع المسجد في شارع بيمبانغونان ريي الثاني في منطقة مانتارن الأولى، مقاطعة كاهيان هيلير. يُعد هذا المسجد الكبير أحد أهم معالم مقاطعة بولاونغ بيساو، وتم التخطيط ليكون مركزًا إسلاميًا للإقليم.

## التاريخ
تم بدء بناء المسجد الكبير أر-روضه بمبادرة من العلماء والشخصيات المرموقة المحلية. كان الهدف إنشاء مكان عبادة ضخم يستوعب عددًا كبيرًا من المصلين، بالإضافة إلى جعله مركزًا تعليميًا لدراسة التعاليم الإسلامية في المنطقة.
في عام 2017، اكتمل بناء المسجد بعد تأخيرات طويلة بسبب نقص التمويل. أطلق عليه في البداية اسم المسجد الكبير بولاونغ بيساو دون تسمية إسلامية. وبعد اقتراح عدة أسماء، تم اختيار "أر-روضه" ليكون الاسم الرسمي. تم افتتاح المسجد رسميًا في 6 يوليو 2017 (12 شوال 1438 هـ) من قبل حاكم المنطقة إيدي براتوو.

## العمارة
يتميز تصميم المسجد الكبير أر-روضه بالطراز الحديث للعمارة العربية، مع قبة كبيرة واحدة وأربعة مآذن. يمتد المسجد على مساحة إجمالية تبلغ حوالي 79557 متر مربع، بينما تبلغ مساحة البناء حوالي 7699 متر مربع. يسع المسجد حاليًا من 500 إلى 1000 مصلٍ. يحتوي المسجد على منبر مصنوع بشكل أساسي من خشب الساج، بينما الأبواب والنوافذ مصنوعة من الألمنيوم المقاوم للتآكل والمناسب للبيئة الحارة والرطبة في بورنيو. يتكون المسجد من طابقين: الطابق الأول هو الرئيسي، والطابق الثاني يُستخدم كشرفة.

## معرض الصور

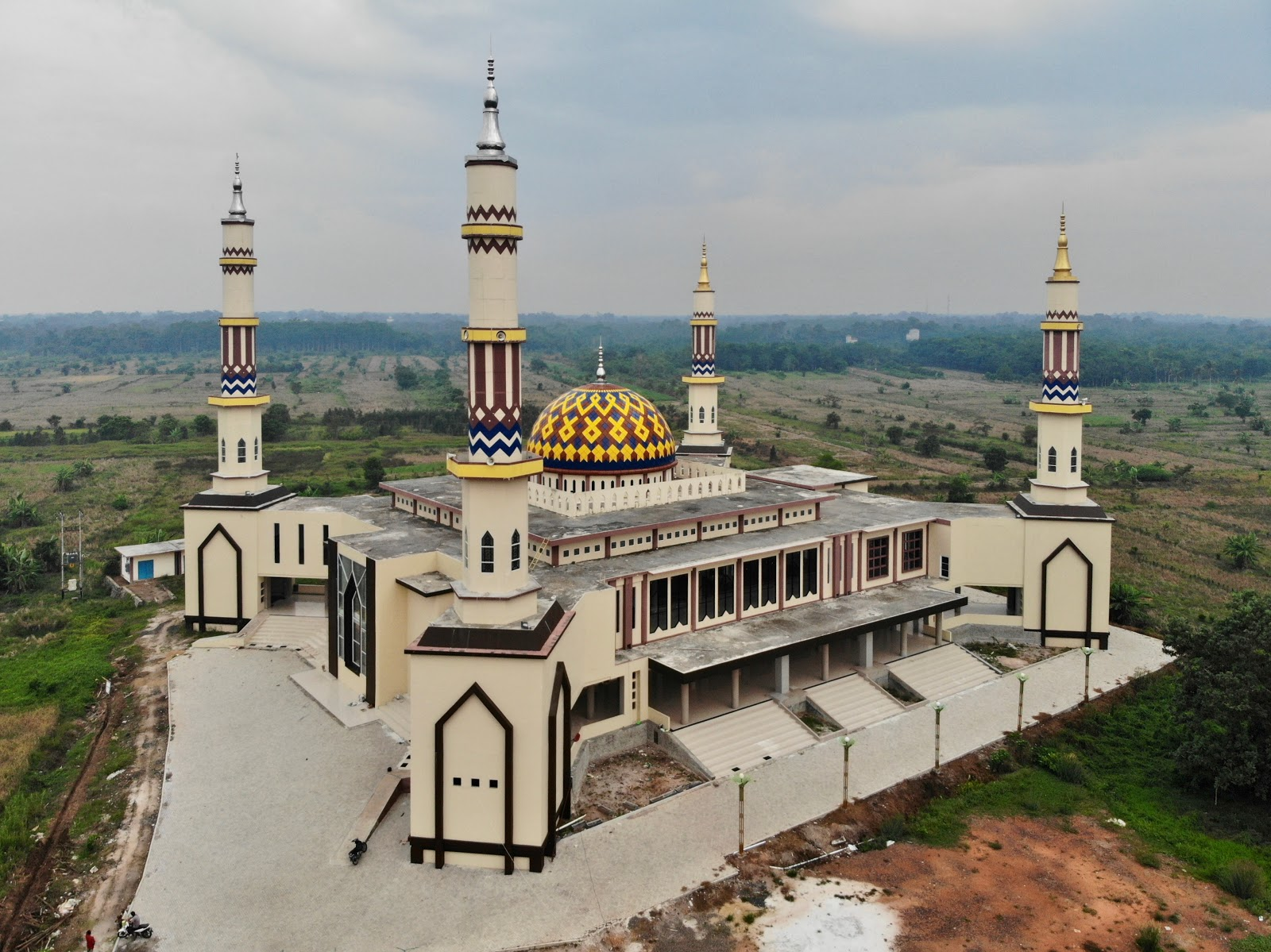
منظر جوي للمسجد الكبير أر-روضه
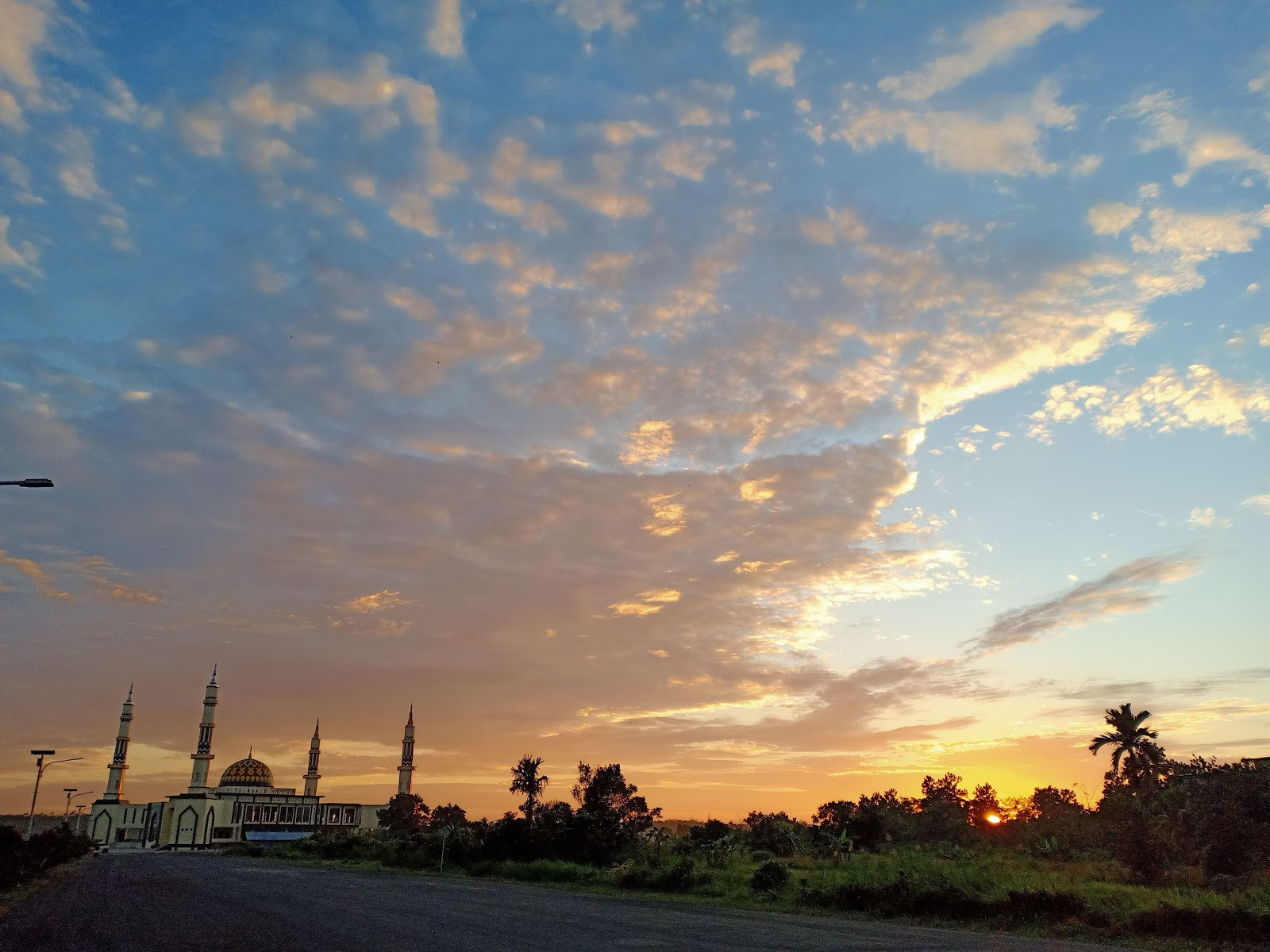
واجهة المسجد من شارع ريي الثاني
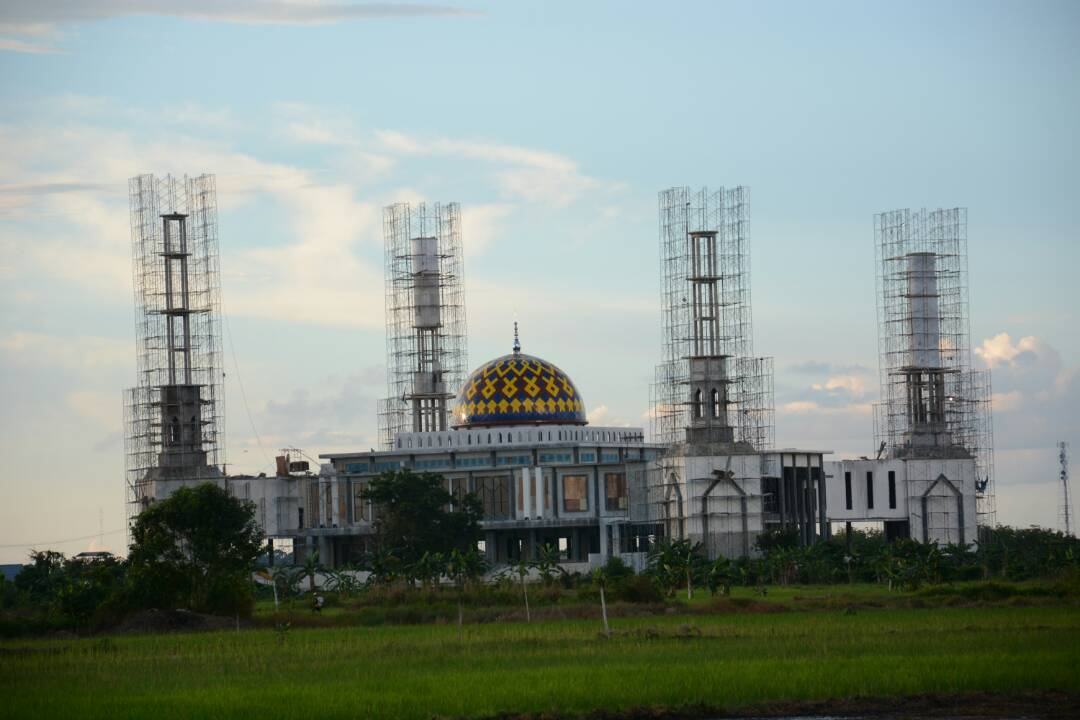
المسجد أثناء البناء
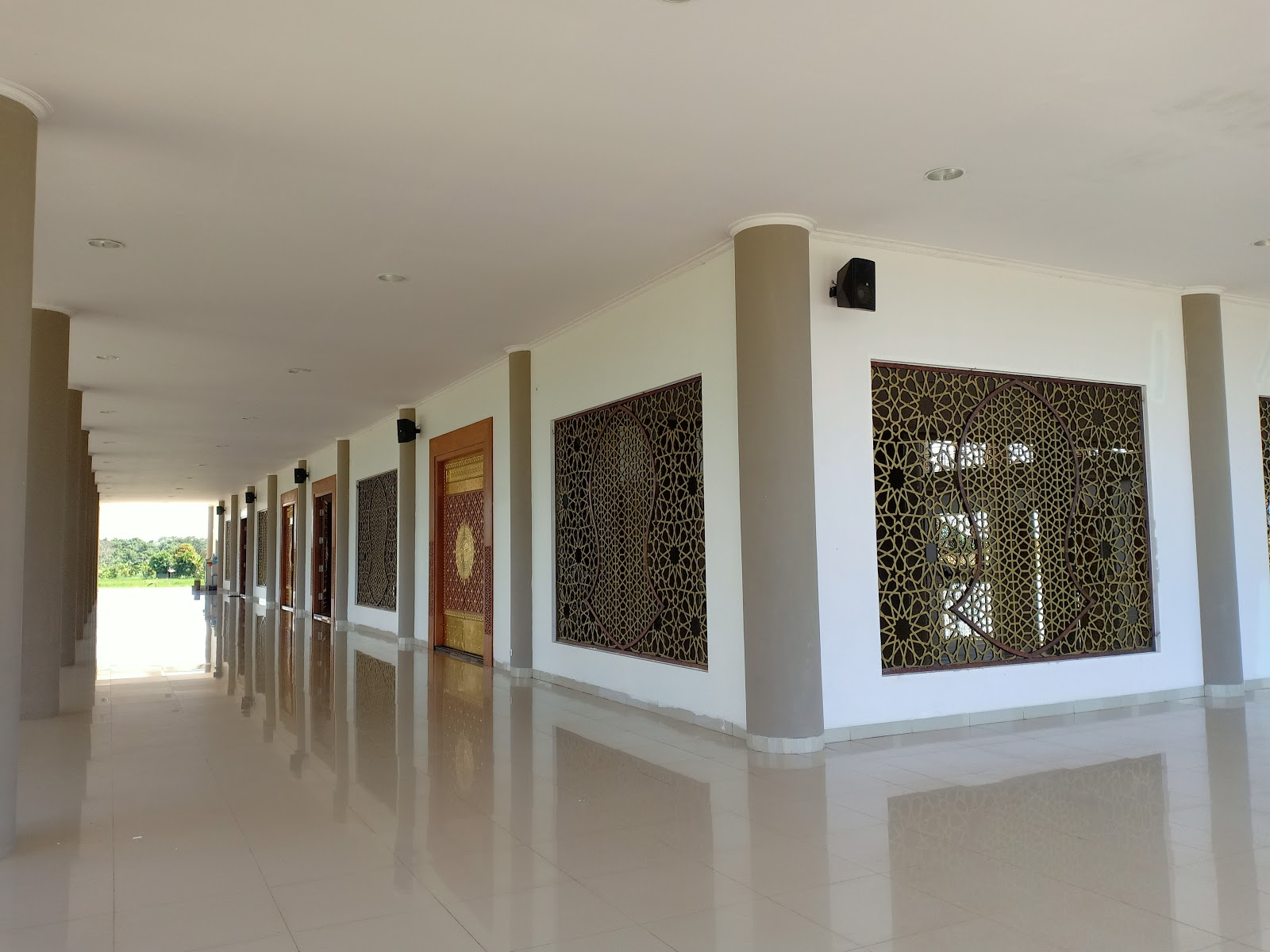
شرفة المسجد
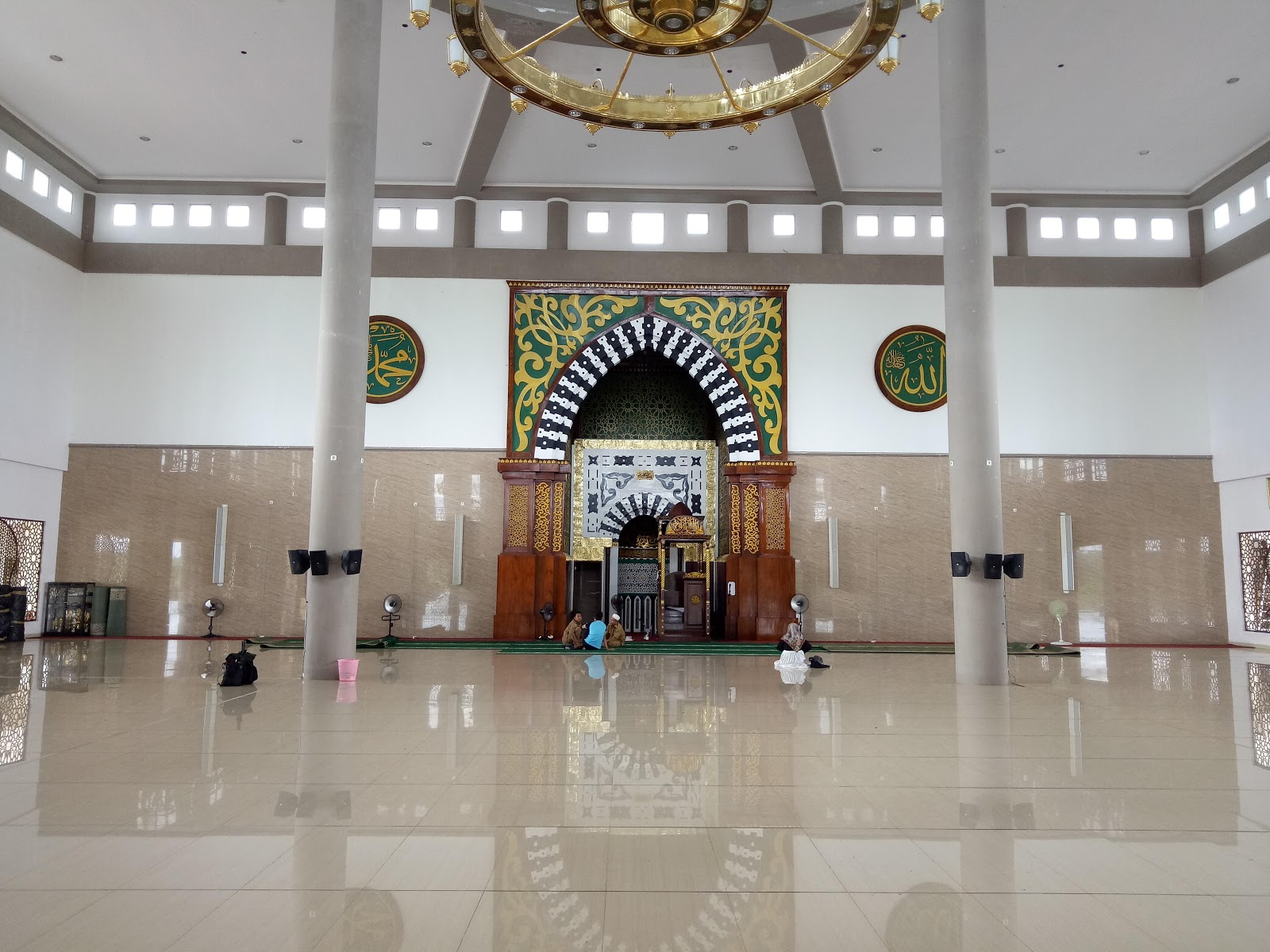
الداخلية للمسجد الكبير أر-روضه